# Переулок Костя Гордиенко
Переу́лок Костя Гордиенко — переулок, расположенный в Печерском районе города Киева, местность Липки. Пролегает от улицы Филиппа Орлика до тупика.
Протяжённость переулка 360 м, движение двустороннее.

## История
Переулок возник в 1-й половине XX столетия в составе улицы Г. Михайличенко (которая с 1944 года называлась улицей Чекистов, с 1993 года — улицей Филиппа Орлика). В 1940-х годах получил название переулок Чекистов. В 1963 году из него была выделена улица Ивана Марьяненко, после чего он приобрёл нынешние границы.
В 1981 году был официально ликвидирован, но продолжал существовать как самостоятельная улица. В 1997 году Киевсовет принял решение о переименовании ряда улиц, среди которых был и переулок Чекистов, который должен был получить название переулок Костя Гордиенко, в честь кошевого атамана Костя Гордиенко. До 2014 г. это решение не было надлежащим образом официально опубликовано и не вступило в силу. Однако в некоторых публикациях СМИ и на отдельных картах города начали употреблять новое название. 13 ноября 2014 г. Киевсовет вновь поддержал решение о переименовании переулка, 2 декабря 2014 г. решение было официально опубликовано и вступило в законную силу.

## Транспорт
- Ближайшая станция метро — «Кловская».

## Почтовый индекс
01024

## Географические координаты
координаты начала 50°26′26″ с. ш. 30°32′12″ в. д.
координаты конца 50°26′22″ с. ш. 30°32′01″ в. д.